# Episodi di Roy Rogers (sesta stagione)
La sesta stagione della serie televisiva Roy Rogers è andata in onda negli Stati Uniti dal 21 ottobre 1956 al 9 giugno 1957 sulla NBC.
| nº | Titolo originale         | Prima TV USA     | Titolo italiano        | Prima TV Italia |
| -- | ------------------------ | ---------------- | ---------------------- | --------------- |
| 1  | Head for Cover           | 21 ottobre 1956  |                        |                 |
| 2  | Fishing for Fingerprints | 28 ottobre 1956  |                        |                 |
| 3  | Mountain Pirates         | 4 novembre 1956  |                        |                 |
| 4  | His Weight in Wildcats   | 11 novembre 1956 |                        |                 |
| 5  | Paleface Justice         | 18 novembre 1956 |                        |                 |
| 6  | Tossup                   | 2 dicembre 1956  |                        |                 |
| 7  | Fighting Sire            | 16 dicembre 1956 |                        |                 |
| 8  | Deadlock at Dark Canyon  | 6 gennaio 1957   |                        |                 |
| 9  | End of the Trail         | 27 gennaio 1957  |                        |                 |
| 10 | Junior Outlaw            | 10 febbraio 1957 |                        |                 |
| 11 | High Stakes              | 24 febbraio 1957 | Un testimone prezioso  |                 |
| 12 | Accessory to Crime       | 3 marzo 1957     | Complice di un delitto |                 |
| 13 | Portrait of Murder       | 17 marzo 1957    |                        |                 |
| 14 | Brady's Bonanza          | 31 marzo 1957    |                        |                 |
| 15 | Johnny Rover             | 9 giugno 1957    |                        |                 |

## Head for Cover
- Diretto da:
- Scritto da:

### Trama
- Interpreti: Roy Rogers (Roy Rogers), Dale Evans (Dale Evans), Pat Brady (Pat Brady), Ellen Corby (Amity Bailey), Byron Foulger (Ezra Bailey), Robert Knapp (Earl Hagen che si finge Henry Kidder), Troy Melton (scagnozzo Yancey), Harry Strang (sceriffo Tom), Cactus Mack (Dave), Jack O'Shea (bancheire della città)

## Fishing for Fingerprints
- Diretto da:
- Scritto da:

### Trama
- Interpreti: Roy Rogers (Roy Rogers), Dale Evans (Dale Evans), Pat Brady (Pat Brady), Fred Sherman (Joe Herkimer), Steve Pendleton (Clark Baxter), Francis McDonald (Barney Webb), Harry Harvey (sceriffo), John McKee (Brad Putnam), Russ Scott (Fred)

## Mountain Pirates
- Diretto da:
- Scritto da:

### Trama
- Interpreti: Roy Rogers (Roy Rogers), Dale Evans (Dale Evans), Pat Brady (Pat Brady), John McKee, Steve Pendleton, Fred Sherman

## His Weight in Wildcats
- Diretto da:
- Scritto da:

### Trama
- Interpreti: Roy Rogers (Roy Rogers), Dale Evans (Dale Evans), Pat Brady (Pat Brady), House Peters Jr. (Leo Driggs), Harry Harvey (sceriffo Blodgett), I. Stanford Jolley (professore), Steve Stevens (Petey Driggs), John L. Cason (scagnozzo), Pierce Lyden (Vallon), Virginia Carroll (Ellie Driggs), Russ Scott (scagnozzo), Wally West (scagnozzo)

## Paleface Justice
- Diretto da:
- Scritto da:

### Trama
- Interpreti: Roy Rogers (Roy Rogers), Dale Evans (Dale Evans), Pat Brady (Pat Brady), Robert Bice, Robert Blake, Robert Knapp, Ana Maria Majalca, Troy Melton, Jack O'Shea, John War Eagle

## Tossup
- Diretto da:
- Scritto da:

### Trama
- Interpreti: Roy Rogers (Roy Rogers), Dale Evans (Dale Evans), Pat Brady (Pat Brady), Gay Goodwin (Tossup), House Peters Jr. (Bill Wheeling), Charles Anthony Hughes (Ben Wheeling), George DeNormand (Jed Coolin), Bill Catching, George E. Mather, Steve Raines, Jack Trent, Wally West (Coolin)

## Fighting Sire
- Diretto da:
- Scritto da:

### Trama
- Interpreti: Roy Rogers (Roy Rogers), Dale Evans (se stessaDale Evans), Pat Brady (Pat Brady), Harry Landers (King Keady), Robert Knapp (Max Marcella), Les Mitchel (Peter Keady), Robert Bice (Willie Winder), John Meek (scagnozzo Bill), Cactus Mack (The Bus Driver), Troy Melton (scagnozzo)

## Deadlock at Dark Canyon
- Diretto da:
- Scritto da:

### Trama
- Interpreti: Roy Rogers (vice Roy Rogers), Dale Evans (Dale Evans), Pat Brady (Pat Brady), John L. Cason (Bull Hurley), Steve Pendleton (scagnozzo Jack), Troy Melton (Pete Andrews), Nolan Leary (colonnello Matock), William Hudson (Jim Madock), Harry Harvey (sceriffo Tom), Jack O'Shea (vice Bradley), Wally West (scagnozzo)

## End of the Trail
- Diretto da:
- Scritto da:

### Trama
- Interpreti: Roy Rogers (Roy Rogers), Dale Evans (Dale Evans), Pat Brady (Pat Brady), Gregg Barton (Joe Phillips), Terry Frost (Hank Hickman), Troy Melton (Bill Scranton), Harry Tyler (Jed Medford), Wally West (George Austin)

## Junior Outlaw
- Diretto da:
- Scritto da:

### Trama
- Interpreti: Roy Rogers (Roy Rogers), Dale Evans (Dale Evans), Pat Brady (Pat Brady), Speer Martin (Mickey Danvers), Terry Frost (Clay Norton), Robert Bice (scagnozzo Chet), Harry Harvey (sceriffo), Scotty Morrow (Specs), Jack O'Shea (conducente del bus), Roy Rogers Jr. (Red), Mel Stevens, Rusty Wescoatt (scagnozzo Hal Jessup)

## High Stakes
- Diretto da:
- Scritto da:

### Trama
- Interpreti: Roy Rogers (Roy Rogers), Dale Evans (Dale Evans), Pat Brady (Pat Brady), Bullet, Robert Bice (Marshal Lenning), Helen Brown (Effie Hill), Bill Catching (scagnozzo Jeff Meadows), Ed Hinton (scagnozzo Cash Harding), Harry Tyler (Paul Hill)

## Accessory to Crime
- Diretto da:
- Scritto da:

### Trama
- Interpreti: Roy Rogers (Roy Rogers), Dale Evans (Dale Evans), Pat Brady (Pat Brady), Harry Harvey Jr. (Johnny Williams), Robert Bice (Mack Williams), Ewing Mitchell (Frank), Bill Catching (scagnozzo Bert), Jay Kirby (scagnozzo Lou), Loanne Morgan (infermiera), Wally West

## Portrait of Murder
- Diretto da:
- Scritto da:

### Trama
- Interpreti: Roy Rogers (Roy Rogers), Dale Evans (Dale Evans), Pat Brady (Pat Brady), House Peters Jr. (Dave Shelton), Ewing Mitchell (George Hooper), Edgar Dearing (Doc. Buttland), Rusty Wescoatt (scagnozzo Pete)

## Brady's Bonanza
- Diretto da:
- Scritto da:

### Trama
- Interpreti: Roy Rogers (Roy Rogers), Dale Evans (Dale Evans), Pat Brady (Pat Brady), Gregg Barton (Kearney), Troy Melton (Randolph), Dick Rich (Jim Moran), Harry Tyler (L.M. Roberts), Rick Vallin (Stanton), Wally West (scagnozzo)

## Johnny Rover
- Diretto da:
- Scritto da:

### Trama
- Interpreti: Roy Rogers (Roy Rogers), Dale Evans (Dale Evans), Pat Brady (Pat Brady), Dan Barton (Johnny Rover aka Jackson Revere, Jr.), Paul Harvey (Jackson C. Revere), Dennis Moore (Dan Cass), Robert Bice (Grabbit), Henry Rowland (Mack), Reed Howes (sceriffo)